# Santa Catarina Ixtepeji (kommun)
Santa Catarina Ixtepeji är en kommun i Mexiko.   Den ligger i delstaten Oaxaca, i den sydöstra delen av landet, 400 km sydost om huvudstaden Mexico City.
Följande samhällen finns i Santa Catarina Ixtepeji:
- Santa Catarina Ixtepeji
- Tierra Colorada
- Yuvila